# Digitalis macedonica
Digitalis macedonica är en grobladsväxtart som först beskrevs av Vernon Hilton Heywood, och fick sitt nu gällande namn av Werner. Digitalis macedonica ingår i släktet fingerborgsblommor, och familjen grobladsväxter. Inga underarter finns listade i Catalogue of Life.